# Víctor Castillo (futbolista)
Víctor Castillo (Santiago de Cali, Valle del Cauca, Colombia, 10 de julio de 1987) es un futbolista colombiano. Juega como mediocentro y su equipo actual es Unión Comercio de la Liga 2. 

## Clubes
| Club                 | País     | Año         |
| -------------------- | -------- | ----------- |
| Cúcuta Deportivo     | Colombia | 2008 - 2009 |
| Academia             | Colombia | 2010        |
| Deportivo Pereira    | Colombia | 2010 - 2012 |
| Cortuluá             | Colombia | 2012        |
| Alianza Petrolera    | Colombia | 2013 - 2016 |
| Deportes Tolima      | Colombia | 2017        |
| Atlético Huila       | Colombia | 2017        |
| Atlético Bucaramanga | Colombia | 2018        |
| Atlético Atenas      | Uruguay  | 2019        |
| Unión Comercio       | Perú     | 2020 -      |